# Josef Fischer
Josef Fischer (Neukirchen beim Heiligen Blut, Baviera, 20 de gener de 1865 - Múnic, 3_de_març de 1953) va ser un ciclista alemany que va córrer entre 1892 i 1903.
Aconseguí 16 victòries al llarg de la seva carrera esportiva, entre les quals destaca el triomf en la primera edició de la París-Roubaix, el 1896.

## Palmarès
- 1892
  - 1r a la Múnic-Coburg
  - 1r a la Viena-Trieste
  - 1r a la Múnic-Pilsting
- 1893
  - 1r a la Viena-Berlín
  - 1r a la Moscou-Sant Petersburg
  - 1r a la Friburg-Colmar-Basilea
- 1894
  - 1r a la Milà-Munic
  - 1r a la Trieste-Graz-Viena
- 1895
  - 1r a la Triete-Graz-Viena
  - 1r a París-Royan
- 1896
  - Campió d'Alemanya de mig-fons
  - 1r a la París-Roubaix
  - 1r a Estrasburg
- 1897
  - 1r als 4 dies d'Hamburg
- 1899
  - 1r als 4 dies d'Hamburg
- 1900
  - 1r a la Bordeus-París
- 1903
  - 15è al Tour de França